# Elgudża Guguszwili
Elgudża Guguszwili, gruz. ელგუჯა სერგოის ძე გუგუშვილი, ros. Элгуджа (Джемал) Сергеевич Гугушвили, Elgudża (Dżemał) Siergiejewicz Guguszwili (ur. 14 kwietnia 1946, Gruzińska SRR) – gruziński piłkarz, grający na pozycji bramkarza, trener piłkarski.

## Kariera piłkarska
W latach 1968–1969 występował w zespole amatorskim Sinatle Tbilisi.

## Kariera trenerska
Przez dłuższy czas trenował SK Zooweti Tbilisi. W listopadzie 1996 roku został zaproszony na stanowisko głównego trenera narodowej reprezentacji Turkmenistanu, którą kierował do maja 1997 roku. Latem 1997 stał na czele Morkinali Tbilisi. Potem prowadził kluby PAS Janina, SK Zooweti Tbilisi, Algeti Marneuli

## Sukcesy i odznaczenia

### Sukcesy piłkarskie
Sinatle Tbilisi
- zdobywca Pucharu ZSRR wśród drużyn amatorskich: 1968, 1969
- zdobywca Pucharu Gruzińskiej SRR: 1968, 1969
- wicemistrz Gruzińskiej SRR: 1969